# Ermita de la Virgen de Luna
El ermita de la Virgen de Luna es un edificio religioso que se encuentra situado en el centro de la Dehesa de la Jara, en el quinto de Navarredonda, a 10 kilómetros de Villanueva de Córdoba y 15 kilómetros de Pozoblanco. Se construyó aproximadamente a mediados del siglo XV. En el santuario en el que se encuentra la Virgen de Luna, patrona de las localidades cordobesas de Villanueva de Córdoba y Pozoblanco, cuya conmemoración se celebra el 15 de agosto.

## Historia y descripción
Se desconoce la fecha de construcción del templo, aunque de la información extraída de los pleitos se informa que fue una mujer, natural de Los Pedroches, quien mandó edificar la ermita unos doscientos años antes, lo que coincidiría con mediados del siglo XV. Según la tradición, la imagen de la Virgen de Luna estaría cada tres meses en los pueblos de Pozoblanco, Pedroche y Villanueva, mientras que los tres meses restantes del año se encontraría en la ermita. Pedroche olvidó un año su cita en el santuario y por ello perdió el derecho a acoger la imagen, siendo sus titulares actualmente Pozoblanco y Villanueva de Córdoba.
Es un edificio de planta cuadrada con tres naves separadas por columnas de granito con capiteles toscanos, sobre los que cabalgan arcos de medio punto que soportan la cubierta de madera que cubre el edificio. El presbiterio es de planta cuadrada y se cubre con una cúpula sobre pechinas con linterna. La cabecera del templo es semicircular interiormente y plana de cara al exterior. La sacristía es de planta rectangular. Hay dos puertas que permiten acceder a la ermita, una en la nave derecha y otra a los pies, que constituye la portada principal. Ambas puertas son adinteladas y construidas en granito. La obra de la ermita se completa con una espadaña de un solo cuerpo en ladrillo y un pórtico pequeño. 
En el interior de la ermita destaca la imagen de la Virgen de Luna, que no se encuentra todo el año, ya que se encuentra en Pozoblanco, (105 días), desde el Domingo de Sexagésima hasta el Domingo de Pentecostés, mientras tanto en Villanueva de Córdoba, es variable el tiempo, (rondando los 140 días), desde el Lunes de Pentecostés hasta el Domingo posterior a la Virgen del Rosario (II domingo de octubre); Nuestra Señora de Luna es la titular del Santuario, que se halla en el presbiterio, presidido ya por un Cristo Crucificado. En la nave izquierda sobresale un retablo moderno de estilo clásico que cobija la imagen de San Diego. En el lado derecho se alza un retablo donde se veneran las imágenes del Sagrado Corazón de Jesús, de Santa Lucía y de San José.
En 1585 se construyó una tapia para rodear la ermita. A principios de siglo fue rodeada con un muro de piedra de una altura aproximada de unos cuatro metros, mediante dos portones que estaban situados en el mismo lugar donde actualmente están las puertas de Pozoblanco y Villanueva. Este muro circundaba las edificaciones existentes: casa del santero, casas de Pozoblanco y Villanueva de Córdoba y los anexos para los animales del santero. Delante de la ermita hay una gran explanada, en cuyo centro hay un pequeño basamento escalonado con una columna de granito rematada por una cruz de hierro. Los cuatro escalones de granito que soportan la columna datan de 1642. En 1969 Pozoblanco inicia las obras de construcción de la verja actual, edificando toda la verja de la fachada que da a la explanada. En 1971, el Ayuntamiento de Villanueva de Córdoba aprobó las obras de construcción del resto de la verja, así como el arco de la puerta de Villanueva y la Casa-Hospedería de la Cofradía, caracterizándose esta por la calidad de su techo abovedado.
Todo el mobiliario religioso que antiguamente contenía la ermita fue incendiado o saqueado en julio de 1936, durante la guerra civil española, como un cuadro que representaba a San Martín, una imagen de Santa Lucía y otra de San Diego.